# P.J. Hogan
Paul John Hogan (Brisbane, 1962) is een Australische filmregisseur.
Het eerste grote succes van P.J. Hogan was de Australische film uit 1994 Muriel's Wedding, die ook het begin was voor de actrices Toni Collette en Rachel Griffiths. Dit succes leidde later tot zijn volgende film. Julia Roberts besliste dat hij de Amerikaanse film uit 1997 My Best Friend's Wedding mocht regisseren. In deze film speelden onder anderen Cameron Diaz en Dermot Mulroney.
In 2003 regisseerde Hogan de big-budget film Peter Pan. Hierin speelden onder anderen Jason Isaacs (Kapitein Haak), Jeremy Sumpter (Peter Pan) en Rachel Hurd-Wood (Wendy).